# Henrique Castriciano
Henrique Castriciano de Souza (Macaíba, 15 de março de 1874 — Natal, 26 de julho de 1947) foi um escritor e político brasileiro, que serviu como o 10.º vice-presidente do Rio Grande do Norte nos mandatos dos ex-presidentes Ferreira Chaves e Melo e Sousa. Irmão de Eloy de Souza e Auta de Souza.

## Biografia

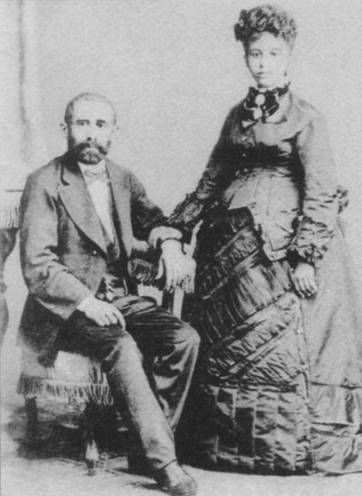
Elói Castriciano de Souza e Henriqueta Leopoldina Rodrigues, pais de Henrique Castriciano

Filho de Eloi Castriciano de Souza, comerciante e político em Macaíba, e Henriqueta Leopoldina Rodrigues, nasceu na rua do Porto (hoje Teodomiro Garcia), na então Vila de Macaíba, Rio Grande do Norte, onde viveu até 1879 quando, aos 5 anos, é acometido pela mesma tuberculose que matara o pai (com 38 anos) e a mãe (com 27 anos) nesse mesmo ano e acometera posteriormente a sua irmã, a então poetisa Auta de Souza.
A avó materna Dindinha veio em junho de 1879 buscar os cinco netos órfãos e levou-os para o Sítio do Arraial, bairro do Recife. Logo separa-se dos irmãos Eloi (o mais velho), Auta e Irineu Leão (morto num incêndio em 1887) quando seus avós, como então era costume pelas famílias de posse na época, o encaminham a bem sucedidas viagens de cura à Suíça. Retorna à Macaíba em fins de 1890, com 16 anos, já escrevendo versos. Para terminar os estudos, transfere-se para o Recife e, em 1893, parte para a vila de Angicos onde aparentemente recupera a saúde. Em 1894 parte para a Serra de Martins com a intenção de consolidar a cura.
Apesar de viver sempre estudando, formou-se muito tarde, no Rio de Janeiro, aos 30 anos de idade. A moléstia atrasou sua carreira e sua vida. Passava sempre temporadas no interior do Estado, procurando melhores ares: Nessas estadas, lia muito e escrevia versos primorosos.
Em 1892 publica em Natal seu primeiro livro de versos, Iriações, e o segundo, Ruínas, sai em Fortaleza pela Tipografia Universal em 1899, com prefácio de Rodrigues de Carvalho. No mesmo ano publica Mãe, com prefácio de Olavo Bilac.
Recebe em mãos a compilação de versos da irmã Auta de Souza sob o título de Dálias e, numa viagem ao Rio, em 1900, procura uma editora para a sua publicação. Olavo Bilac, seu amigo, aprecia a obra e se encarrega de prefaciar o livro, passando a se chamar "Horto" a pedido de Auta.
Concluiu seus estudos no Atheneu Norte Riograndense, dando início ao seu curso jurídico na Faculdade de Direito do Ceará, o qual formou-se como bacharel em 1908.

## Atuação profissional
Foi secretário de governo e procurador geral do Estado. Eleito e reeleito vice-governador e investido dessas funções, preside o Congresso Legislativo do Estado.
Estimulou a criação dos Grupos de Escoteiros de Natal, sendo homenageado, em Fortaleza, Ceará, pela União dos Escoteiros do Brasil/UEB, com a entrega da medalha Cruz de São Jorge pela introdução do escotismo no Rio Grande do Norte e seus serviços prestados à educação.
Foi redator do jornal "A República" durante mais de trinta anos e Secretário durante os governos de Alberto de Albuquerque Maranhão (onde cria a lei n.º 145 de 6 de agosto de 1900, que garantia a publicação de toda e qualquer obra de cunho literário ou científico de interesse reconhecido) e Augusto Tavares de Lyra, além de vice-governador de Joaquim Ferreira Chaves e Antônio José de Melo e Sousa.
Em meados de 1909 viaja para a Europa, levando a ideia de colher informações para uma escola doméstica, destinada a valorizar o cotidiano familiar e fazê-lo no plano da integração social da mulher, elevando-a pela técnica e dignificando-a pela consciência de sua indispensabilidade produtora. Viajou através da Suíça, Itália, Portugal, Espanha, França, Grécia, Egito e Palestina.
Em uma segunda viagem, em 27 de agosto de 1913, visitou a Bélgica e a Alemanha. Sua temporada nos sanatórios da Suíça e passagem na Bélgica foi a ressurreição para Henrique. Voltou remoçado, entusiasmado com o que vira no setor da educação popular. O resultado foi a criação de uma Liga de Ensino em 1911 e a fundação da Escola Doméstica em 1914. Fez-se professor emérito e foi fundador, ao lado de eminentes coestadanos, do complexo de ensino o qual engloba a Escola Doméstica de Natal, o Colégio Henrique Castriciano e hoje a Faculdade Natalense para o Desenvolvimento do RN – FARN.
Abandonando a política, fixa-se no Rio de Janeiro, fazendo jornalismo e advocacia, Regressa ao Rio Grande do Norte em 1933, para dirigir a Secretaria do Tribunal Regional Eleitoral. Com a ditadura de Getúlio Vargas e extinta a justiça eleitoral, fica em disponibilidade. Volta ao Rio, sendo aproveitado no Tribunal de Contas. Aos 68 anos foi aposentado compulsoriamente, com ordenado de seiscentos cruzeiros mensais - muito pouco para a época.
Solteirão inveterado, já velho, após longo sofrimento de mais de dois anos, internado em hospitais de Natal, praticamente sozinho, Henrique Castriciano morre no dia 26 de julho de 1947, na cidade de Natal.

## Atuação literária
Desde jovem, Castriciano revelou o seu talento literário escrevendo artigos, crônicas e poesias para diversos jornais e revistas do país, principalmente Natal. Um de seus poemas, O Aboio, é um grande nome na literatura potiguar.
Em 1903 publicou Vibrações, seu último livro de poesias, com prefácio de Clóvis Bevilacqua.
Sílvio Romero não o considerava nem parnasiano, nem nefelibata: tomava-o como poeta de transição. Alguns sonetos são nitidamente simbolistas, embora em verdade Castriciano ostente outros traços, como o decadentismo escandalizador em peças como Monólogo de um Bisturi e mesmo o parnasianismo em seus últimos instantes.
Deixou o romance Os Mortos, do qual publicou dois capítulos na revista do Centro Polímático em 1920. Anunciou, em 1931, o poema Redenção de Satã e outro romance intitulado O Tísico. Além do histórico A República, colaborou intensamente nos jornais A Notícia e O Paiz também por muitos
- 1899 - Ruínas
- 1899 - Mãe
- 1903 - Vibrações
- 1931 - Redenção de Satã (poema extenso)

### Teatro
- 1900 - O Enjeitado
- 1907 - A Promessa (peça infantil em 1 ato)

### Romance
- 1920 - Os Mortos
- 1931 - O Tísico